# Jai Hindley
Jai Hindley, född 5 maj 1996 i Perth, är en australisk professionell landsvägscyklist.

## Karriär
Hindley har cyklat professionellt sedan 2016. Bland hans meriter kan nämnas 1 etappvinst i Tour de France och 2 etappvinster i Giro d'Itlalia. År 2020 slutade han totalt tvåa i Giro d'Itlalia och 2022 tog han hem slutsegern i samma tävling.